# Bingo Airways
La Bingo Airways era una compagnia aerea charter polacca. Le sue basi si trovavano all'Aeroporto di Varsavia-Chopin e all'Aeroporto di Katowice-Pyrzowice.
La Bingo Airways è stata fondata nel novembre 2011 e ha iniziato i voli il 15 maggio 2012. Operava in Egitto, Turchia, Grecia, Spagna e Tunisia.
Nel giugno 2014 ha cessato la sua attività dopo la revoca della licenza da parte delle autorità polacche.

## Flotta
| Aerei       | In servizio | Passeggeri |  |
| ----------- | ----------- | ---------- |  |
| Airbus A320 | 4           | 180        |  |